# Palacio de Valsaín
El palacio de Valsaín o Balsaín es un antiguo palacio real español situado al norte de la sierra de Guadarrama, en terrenos de Valsaín, término municipal de Real Sitio de San Ildefonso, en la provincia de Segovia (Castilla y León). Fue el primer palacio de todos los Reales Sitios españoles. Actualmente se encuentra en estado ruinoso tras un incendio.

## Historia

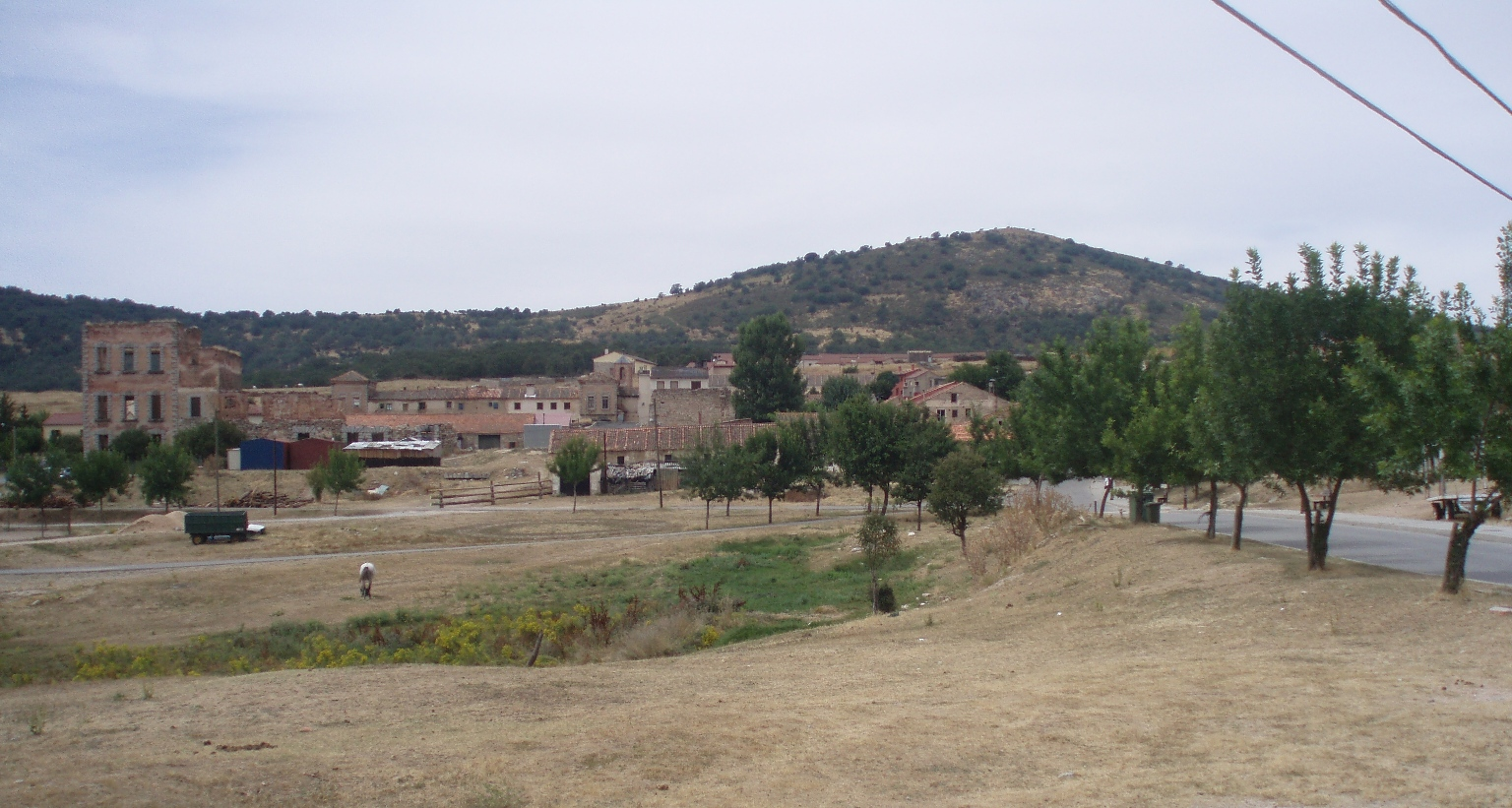
Valsaín, con las ruinas del Palacio de Valsaín a la izquierda.

Originalmente debió de ser un pabellón de caza utilizado por la casa Trastámara, en tiempos de Enrique III y Enrique IV. Su denominación original parece que fue Casa del Bosque; se utilizaba todavía en tiempo de Felipe II, principal impulsor de sus mejores estructuras.
De 1552 a 1556, por orden de dicho monarca el arquitecto Gaspar de Vega realizó sobre el primitivo pabellón una edificación palaciega con influencias flamencas. Gaspar de Vega, sobrino de Luis de Vega que ya había sido arquitecto real con Carlos I, compartía con otros arquitectos de la corte como Juan Bautista de Toledo, Juan de Herrera y Alonso de Covarrubias sus actuaciones en diversas construcciones vinculadas a la Casa Real (Alcázar de Madrid, Monasterio de El Escorial, Palacio Real de El Pardo, Real Alcázar de Sevilla, etc.) pero parece que fue el principal responsable de la nueva configuración de la casa de Valsaín.

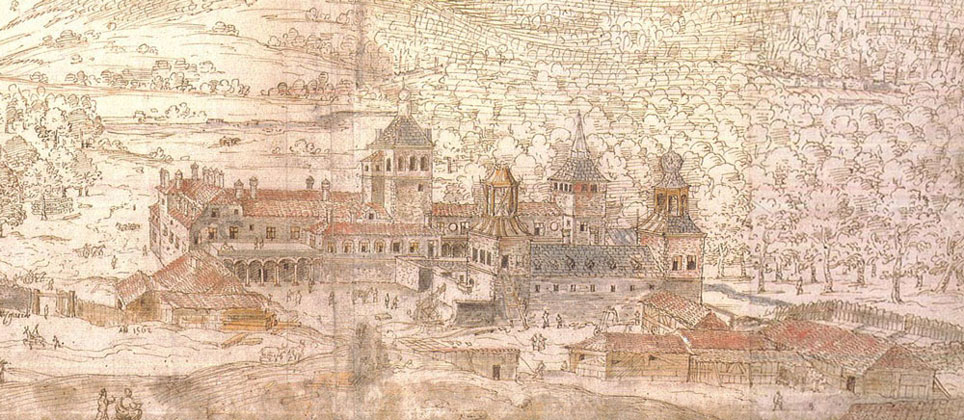
Dibujo de Anton van den Wyngaerde de 1562.

La edificación se organizaba, como era tradicional en aquellos tiempos, alrededor de un gran patio y se flanqueaba por torres en las esquinas, existiendo otras estructuras adicionales que complementaban a la principal (probablemente realizadas hacia 1558). Las imágenes realizadas por el artista flamenco Anton van den Wyngaerde en 1562 pueden dar idea de su aspecto en los momentos en que finalizaba su construcción. Se puede apreciar en ellos la influencia de las formas flamencas que el arquitecto trajo a España tras los viajes que, por orden del monarca, realizó a Flandes, Francia e Inglaterra. Si las cubiertas recuerdan las formas de construir flamencas, la importancia de las chimeneas bien pudieron tener relación con las que el arquitecto pudo ver en el Castillo de Chambord que visitó en 1556.
En este lugar nació el 12 de agosto de 1566 Isabel Clara Eugenia, fruto del matrimonio de Felipe II con Isabel de Valois , que más tarde recibiría de su padre la soberanía de los Países Bajos donde reinó hasta su fallecimiento en Bruselas en el año 1633. En la capilla del Palacio fue bautizada por el Nuncio del Papa.
También en 1570 se realizaron en el sitio de Valsaín los festejos de las nupcias de Felipe II con Ana de Austria que se llevaron a cabo en el cercano Alcázar de Segovia.
El viaje al palacio se realizaba mediante el paso del puerto de la Fuenfría, que incluía en ocasiones pasar la noche o descansar en la entonces llamada Casa Real de la Fuenfría, una antigua alberguería medieval de peregrinos y posterior convento reinaugurado por Felipe II en 1571.

## Estado actual

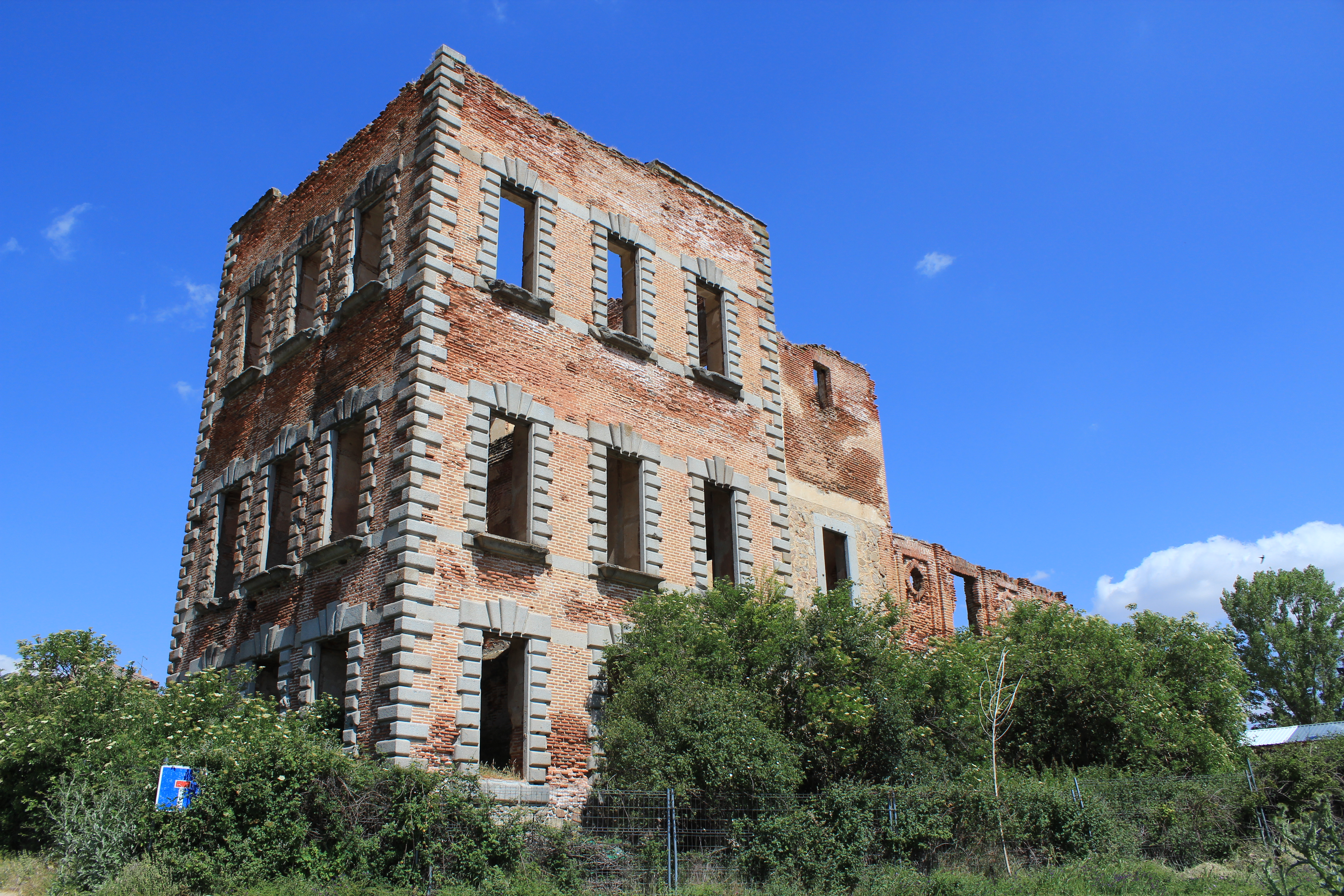
Vista del palacio en 2014.

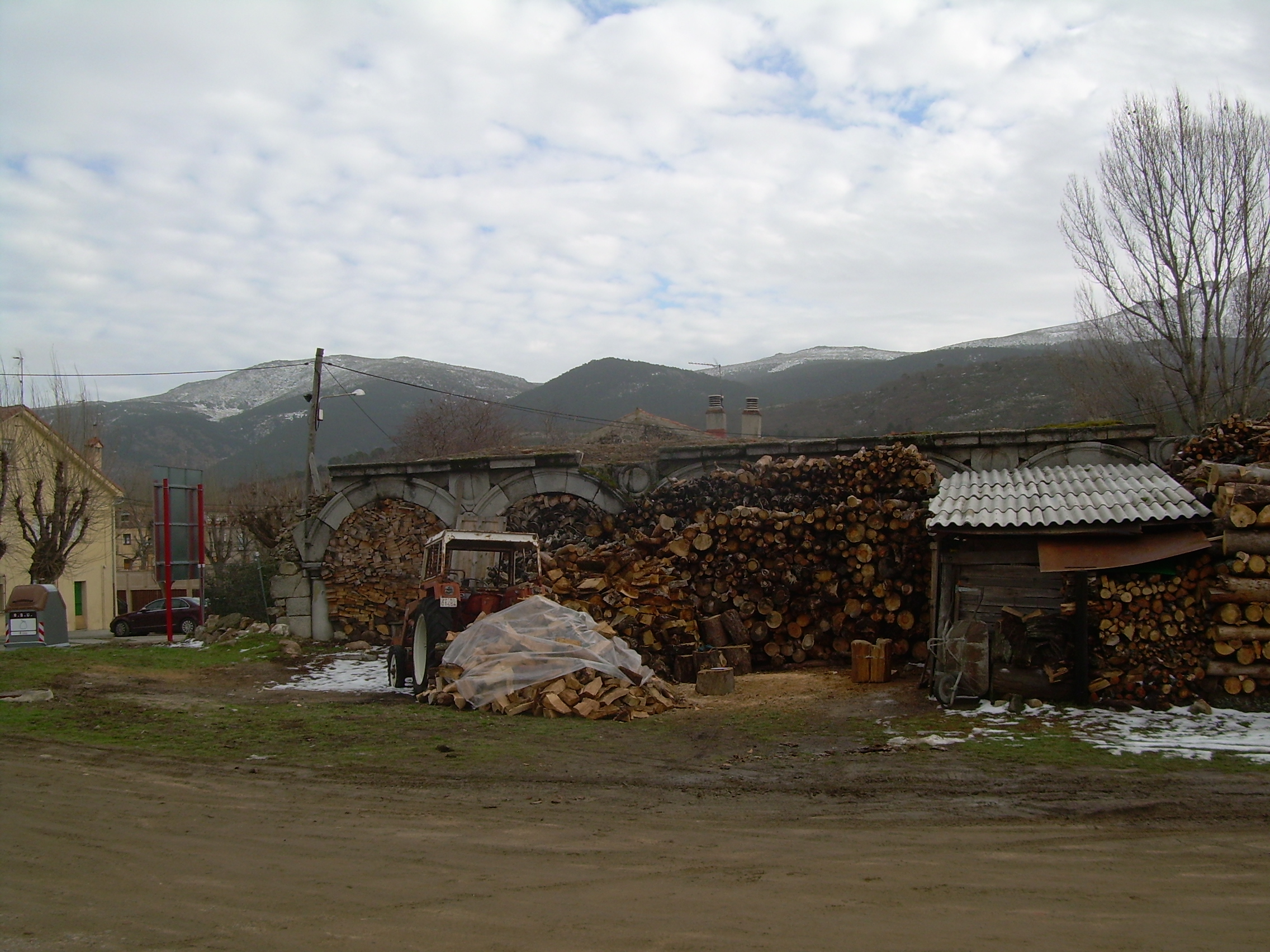
Estado actual de la arcada.

El magnífico palacio sufrió un gran incendio el 22 de octubre de 1682. Asuntos de Estado distrajeron al rey Carlos II de Habsburgo de los planes de reconstrucción. En esos momentos el rey y España se encontraban en una difícil situación política, sin sucesión en el trono y en medio de las ambiciones de los vecinos europeos. El siguiente rey, Felipe V, de la nueva dinastía Borbón, llega a Madrid en 1701, pero no sería sino después de una guerra de sucesión que finalmente en 1713, con el tratado de Utrecht, consolidará su poder. Inicialmente, el nuevo monarca se muestra interesado en la reconstrucción del edificio flamenco, pero finalmente decide construir en La Granja de San Ildefonso un nuevo palacio a la usanza francesa de sus ancestros, quedando todo en el abandono. Desde hace unos años, se han levantado planos y prospectos virtuales, los cuales se encuentran a la espera de una decisión para poder emprender la total restauración del palacio.[¿cuándo?]

### Individuales
1. ↑  Manuel, González Herrero (1997). Vida y muerte del río Clamor : una biografía del río de Segovia. Diputación Provincial de Segovia. ISBN 84-86789-57-5. OCLC 1257010727. Consultado el 31 de marzo de 2023.
2. ↑  ‘… hame parecido que será mejor hacer los tejados agros, a la manera de los de estos estados…’. Carta de Felipe II a Gaspar Vega, Bruselas 15 de febrero de 1559.
3. ↑  Esta cubierta fue la primera en utilizar pizarra a la manera flamenca en España, procedente de la cantera de Bernardos, cercana a la localidad de Valsaín
4. ↑  ‘… aquí van las dos cartas para adereçar el camino de la Fuenfria (…) advirtiendolos que por yr la reina tan preñada lo aderecen y allanen todo con más preciso y particular cuydado’. Billete de Felipe II a Gaspar Vega, mayo de 1566.
5. ↑  Andrés, Gregorio (1971). «La Casa Eraso (Casarás) del Puerto de la Fuenfría.». Anales del Instituto de Estudios Madrileños.
6. ↑  Índice Histórico Español. Edicions Universitat Barcelona. Consultado el 17 de julio de 2018.
7. ↑  Castro, Alonso Núñez de (1675). Libro Historico-Politico, Solo Madrid Es Corte, Y El Cortesano En Madrid. Tercera Impression, con diferentes Adiciones (etc.). Roque Pico de Miranda. Consultado el 17 de julio de 2018.